# 阿部三亥
阿部 三亥（あべ かずい、1911年11月23日 - 1964年7月9日）は、日本の保健医療学者である。医学博士。
福島県に生まれ、1940年東京文理科大学心理学科卒。1943年東京慈恵会医科大学医学科卒。東京教育大学教授。学校保健に関して様々な著作を残す。

## 著作
- 1958『運動会事典』逍遥書院
- 古屋三郎共著1959『体育とスポーツの図鑑』小学館
- 1959『学生と健康 : 学生のための保健学』日本体育社
- 大島鎌吉共著1960『人体・スポーツ : 生理衛生・スポーツ』偕成社
- 1962『先生なぜですか? : 知っておきたいからだの知識』大修館書店
- 1965『学生と健康 : 学生のための保健学』日本体育社
- 1973『保健と人体の図鑑』小学館

ほか

## 論文
- 1964「化学教室の精密検査について」『体育学研究』9(1):362
- 1963「東京都内における地下水のAlkyl Benzene Sulfonate汚染に関する研究」『東京教育大学体育学部紀要』(3)
- 1963「日本人のボデイ・プロポーシヨンについて (第六報)」『体育学研究』7(1):204,
- 1962「列車内の環境状態に関する実験研究」『東京教育大学体育学部紀要』(2)
- 1957「天幕の衛生学的考察」『体育学研究』2(7), 113-115